# KSV Roeselare
Die Koninklijke Sport Vereniging Roeselare ist ein belgischer Fußballverein aus der westflämischen Stadt Roeselare, der von der Saison 2010/11 bis zur Saison 2019/20 in der Division 1B spielte.

## Geschichte
1902 wurde unter dem Namen Union Sportif Roeselare der erste Vorgängerverein gegründet, der allerdings 1909 aufgrund finanzieller Probleme wieder aufgelöst wurde. Ein Jahr später entstanden dann zwei Vereine. Die Katholiken spielten bei der Sportvereniging Roeselare, die Protestanten schlossen sich zum FC Roeselare zusammen. Nachdem der Erste Weltkrieg den Spielbetrieb unterbrochen hatte, wurde 1921 der SK Roeselare neu gegründet. Dem Verein blieben jedoch größere Erfolge verwehrt und erst nachdem mit der Fusion 1999 mit dem Ortsrivalen KFC Roeselare der KSV Roeselare gegründet wurde, stellte sich der Erfolg ein. 2005 gelang erstmals der Aufstieg in die Jupiler League, in der man sich mehrere Jahre halten konnte. Obwohl Roeselare 2006 nur Zwölfter wurde, qualifizierte man sich für den UEFA-Pokal 2006/07, da der Verein zu den drei ausgelosten Mannschaften der UEFA-Fair-Play-Wertung gehörte. Allerdings scheiterte man in der zweiten Qualifikationsrunde an Ethnikos Achnas aus Zypern.
Am 29. Oktober 2008 wurde Dennis van Wijk zum zweiten Mal Trainer der KSV Roeselare. Zum Saisonschluss erreichte man mit drei Punkten Vorsprung auf den direkten Absteiger AFC Tubize Platz 16 der Liga, was bedeutete, dass der Klub in Relegationsspielen um den Klassenerhalt spielen musste. Roeselare setzte sich durch und verblieb in der höchsten belgischen Spielklasse. In der folgenden Spielzeit besserte sich die Situation nicht und van Wijk führte sein Team erneut nur in die Relegationsspiele. Dabei hatte man Glück, dass Ligakonkurrent Excelsior Mouscron eine Suspendierung durch den belgischen Fußballverband ausgesprochen wurde, was bedeutete, dass deren Spiele annulliert und sie als einziger direkter Absteiger galten. Roeselare konnte diese Chance nicht nochmal nutzen und stieg schließlich doch ab. Im Sommer 2010 wurde van Wijk von Nico Vanderdonck als Cheftrainer abgelöst. Zur Saison 2011/12 übernahm der ehemalige ukrainische Nationalspieler Serhij Serebrennikow das Amt als Spielertrainer.
Seit dem Oktober 2013 ist Yves Olivier Vorsitzender des Vereins.
In der Saison 2018/19 belegte Roeselare in der Gesamttabelle am Ende den 5. Platz und musste daher an der Abstiegsrunde teilnehmen. Am 12. Januar 2019 war als neuer Trainer Juan Gutiérrez Moreno mit einem Vertrag bis Saisonende verpflichtet wurden.
In der Abstiegsrunde erreichte der Verein am Schluss den 2. Platz und verblieb in der Division 1B. Mit Ablauf seines Vertrages verließ Moreno den Verein wieder. Die Trainersuche zog sich hin, so dass man erst am 31. Juli 2019, unmittelbar vor Beginn der neuen Saison, Arnar Grétarsson mit einer Vertragslaufzeit von einem Jahr verpflichten konnte. Nachdem der Verein nach 16 von 28 Spieltagen in der Gesamttabelle der Saison 2019/20 den letzten Platz belegt hatte, trennte er sich von Grétarsson.
Am Folgetag wurde Christophe Gamel als Trainer verpflichtet. Der Verein bezeichnete ihn als Interimstrainer, obwohl Gamel vorher nicht für Roeselare tätig war.

## Insolvenzverfahren im Jahr 2019
Am 10. September 2019 wurde der Verein durch das Handelsgericht für die Provinz Westflandern in Kortrijk für insolvent erklärt. Der Verein erklärte dazu, dass er diesem Beschluss widerspreche, da er zwischenzeitlich die entsprechenden offenen Forderungen beglichen habe.  Zunächst untersagte der curateur (Insolvenzverwalter) dem Verein jegliche Aktivität. Ein Versuch von Pro League, der Vereinigung der Vereine der Division 1A und 1B, das für den 15. September 2019 angesetzte Meisterschaftsspiel gegen Royal Excelsior Virton zu verlegen, wurde von Virton abgelehnt, da der Trainer von Virton an allen vorgeschlagenen Termine an einem UEFA-Lehrgang teilnimmt. Somit geht zumindest dieses Spiel für Roeselare kampflos verloren. Dem Widerspruch des Vereins wurde am 19. September stattgegeben und das Insolvenzverfahren aufgehoben.

## Lizenzverweigerung für die Saison 2020/21
Die Saison 2019/20 schloss Roeselare auf Platz 7 der Gesamttabelle ab und hätte somit die Abstiegsspiele gegen Sporting Lokeren bestreiten müssen. Infolge der COVID-19-Pandemie wurden diese Spiele zunächst verschoben und wurden durch die Insolvenz von Lokeren, die am 20. April 2020 ausgesprochen wurde, hinfällig.
Allerdings verweigerte die Lizenzkommission des belgischen Fußballverbandes Mitte März 2020 Roeselare die Lizenz für die Saison 2020/21. Nachdem auch im Berufungsverfahren die Lizenz abgelehnt wurden war, rief der Verein das belgische Schiedsgericht für den Sport an. Auch lehnte am 11. Mai 2020 die Lizenzvergabe ab. Allerdings steigt Roeselare nur in die 1. Division Amateure ab und startet dort in der Saison 2020/21 mit drei Punkten Abzug. Die Lizenzkommission hatte noch eine Herabstufung um zwei Spielklassen vorgesehen.

## Europapokalbilanz
| Saison  | Wettbewerb | Runde                  | Gegner          | Gesamt | Hin     | Rück    |
| ------- | ---------- | ---------------------- | --------------- | ------ | ------- | ------- |
| 2006/07 | UEFA-Pokal | 1. Qualifikationsrunde | Vardar Skopje   | 7:2    | 2:1 (A) | 5:1 (H) |
| 2006/07 | UEFA-Pokal | 2. Qualifikationsrunde | Ethnikos Achnas | 2:6    | 2:1 (H) | 0:5 (A) |

Gesamtbilanz: 4 Spiele, 3 Siege, 1 Niederlage, 9:8 Tore (Tordifferenz +1)

## Trainerhistorie
| Nat.        | Amtszeit        | Trainer               |
| ----------- | --------------- | --------------------- |
| Kroatien    | 07.1999–09.1999 | Jerko Tipurić         |
| Belgien     | 09.1999–06.2000 | James Storme          |
| Belgien     | 07.2000–06.2002 | Peter van Wambeke     |
| Niederlande | 07.2002–06.2006 | Dennis van Wijk       |
| Belgien     | 07.2006–10.2008 | Dirk Geeraerd         |
| Niederlande | 10.2008–06.2010 | Dennis van Wijk       |
| Belgien     | 06.2010–06.2011 | Nico Vanderdonck      |
| Ukraine     | 07.2011–06.2014 | Serhij Serebrennikow  |
| Belgien     | 07.2014–05.2016 | Franky Van der Elst   |
| Frankreich  | 05.2016–09.2017 | Arnauld Mercier       |
| Belgien     | 09.2017         | Tom Colpaert          |
| Niederlande | 10.2017–01.2018 | Dennis van Wijk       |
| Spanien     | 01.2018–11.2018 | Jordi Condom Aulí     |
| Spanien     | 11.2018–01.2019 | Victoriano Rivas      |
| Spanien     | 01.2019–05.2019 | Juan Gutiérrez Moreno |
| unbekannt   | 06.2019–07.2019 | vakant                |
| Island      | 08.2019–11.2019 | Arnar Grétarsson      |
| Frankreich  | 11.2019–        | Christophe Gamel      |